# 클라우드에어
클라우드에어(Cloud Air)는 대한민국의 LED제품 기업이다. 본사는 경기도 수원시 영통구 신원로 170 (신동)에 위치해 있다.
2023년 최대주주가 에이치엠지기술투자에서 한강주택관리외 2인으로 변경되었다

한국 정부와 '미세조류 활용 이산화탄소 저감 및 고가물질 사업화'를 추진하고 있다 경남제약의 최대주주이다

## 역사
- 2018년 6월 씨티젠으로 사명 변경,
- 2020년 1월 라이브파이낸셜로 사명 변경
- 2020년 12월 현재의 사명 변경

## 같이 보기
- 경남제약

## 참고 문헌
1. ↑  클라우드에어, 최대주주 한강주택관리외 2인으로 변경, 이데일리, 2023.11.24
2. ↑  클라우드에어, 1400만원의 개별영업이익 발표…전년대비 흑자전환, 데일리인베스트, 2024.03.12
3. ↑  클라우드에어, 주가 19%대 상승세···정부와 탄소포집 기술 상용화, 전국매일신문, 2023.05.25
4. ↑  경남제약 주주 라이브파이낸셜, 소독제 기업 '씨엘팜텍' 인수, 히트뉴스, 2020.02.05